# Tetsuharu Yamaguchi
Tetsuharu Yamaguchi (山口 哲治 Yamaguchi Tetsuharu?), född 8 september 1977 i Nagasaki prefektur, är en japansk före detta fotbollsspelare.
Yamaguchi började sin karriär 1996 i Sanfrecce Hiroshima. 1999 flyttade han till Sagan Tosu. Han spelade 57 ligamatcher för klubben. Han avslutade karriären 2002.